# Équipe cycliste féminine Illuminate
Cet article concerne l'équipe cycliste féminine. Pour l'équipe masculine, voir équipe cycliste Illuminate.
L'équipe cycliste féminine Illuminate est une équipe cycliste professionnelle féminine basée aux États-Unis. Elle est dirigée par Christopher Johnson. 
Une équipe cycliste masculine existe également sous le nom Team Illuminate.

## Classements UCI
Ce tableau présente les places de l'équipe au classement de l'Union cycliste internationale en fin de saison, ainsi que ses meilleures coureuses au classement individuel.
| Année | Classement par équipes | Meilleure coureuse au classement individuel |
| 2017  | 42e                    | Kateřina Nash (275e)                        |
| 2018  | 29e                    | Mikayla Harvey (124e)                       |
| 2019  | 38e                    | Shoko Kashiki (208e)                        |
| 2020  | 42e                    | Kulacha Chairin (207e)                      |
| 2021  | 45e                    | Shoko Kashiki (202e)                        |

Elle participe également à des courses de l'UCI World Tour féminin.
| Année | Classement par équipes | Meilleure coureuse au classement individuel |
| 2017  | 34e                    | Kateřina Nash (127e)                        |
| 2018  | 35e                    | Grace Anderson (172e)                       |
| 2019  | -                      | -                                           |
| 2020  | -                      | -                                           |
| 2021  | -                      | -                                           |

## Encadrement
Le directeur sportif et représentant de l'équipe auprès de l'UCI est Christopher Johnson. 

## Illuminate en 2022

### Effectif
| Effectif 2022                  | Effectif 2022     | Effectif 2022 | Effectif 2022                  |
| Cycliste                       | Date de naissance | Pays          | Équipe précédente              |
| ------------------------------ | ----------------- | ------------- | ------------------------------ |
| Daniela Atehortua              | 30 mars 1999      | Colombie      |                                |
| Shani Berger                   | 18 avril 2001     | Israël        |                                |
| Sydney Berry                   | 21 septembre 1999 | États-Unis    |                                |
| Kulacha Chairin                | 16 novembre 1988  | Thaïlande     |                                |
| Annick Chalier                 | 11 août 1978      | Belgique      |                                |
| Shoko Kashiki                  | 9 novembre 1993   | Japon         |                                |
| Starla Teddergreen             | 11 décembre 1979  | États-Unis    | Hagens Berman-Supermint (2019) |
| Laura Toconas (8 août–31 déc.) | 30 janvier 2001   | Colombie      | Colnago CM Team (2021)         |
| Fabiola Rueda                  | 14 août 1987      | Colombie      |                                |
|                                |                   |               |                                |
| Source : UCI                   |                   |               |                                |

### Victoires
| Victoires | Victoires | Victoires | Victoires | Victoires | Victoires |
| Date      | Course    | Pays      | Classe    | Vainqueur |           |
| --------- | --------- | --------- | --------- | --------- | --------- |

### Classement mondial
| Classement UCI | Classement UCI  | Classement UCI | Classement UCI |
| Coureuse       | Coureuse        | Pays           | Points         |
| -------------- | --------------- | -------------- | -------------- |
| 297e           | Shoko Kashiki   | Japon          | 90 pts         |
| 935e           | Kulacha Chairin | Thaïlande      | 10 pts         |
| 1050e          | Natalia Muñoz   | Colombie       | 5 pts          |